# Danh sách đô thị tại Palencia
Đây là danh sách các đô thị ở tỉnh Palencia thuộc cộng đồng tự trị Castile-Leon, Tây Ban Nha.

Bản đồ đô thị ở Palencia

| Tên                            | Dân số (2002) |
| ------------------------------ | ------------- |
| Abarca de Campos               | 51            |
| Abia de las Torres             | 201           |
| Aguilar de Campoo              | 7.565         |
| Alar del Rey                   | 1.242         |
| Alba de Cerrato                | 97            |
| Amayuelas de Arriba            | 41            |
| Ampudia                        | 678           |
| Amusco                         | 540           |
| Antigüedad                     | 422           |
| Arconada                       | 57            |
| Astudillo                      | 1.271         |
| Autilla del Pino               | 245           |
| Autillo de Campos              | 191           |
| Ayuela                         | 79            |
| Baltanás                       | 1.519         |
| Baquerín de Campos             | 28            |
| Bárcena de Campos              | 63            |
| Barruelo de Santullán          | 1.669         |
| Báscones de Ojeda              | 198           |
| Becerril de Campos             | 1.057         |
| Belmonte de Campos             | 41            |
| Berzosilla                     | 71            |
| Boada de Campos                | 22            |
| Boadilla de Rioseco            | 177           |
| Boadilla del Camino            | 180           |
| Brañosera                      | 289           |
| Buenavista de Valdavia         | 399           |
| Bustillo de la Vega            | 376           |
| Bustillo del Páramo de Carrión | 90            |
| Calahorra de Boedo             | 126           |
| Calzada de los Molinos         | 379           |
| Capillas                       | 107           |
| Cardeñosa de Volpejera         | 53            |
| Carrión de los Condes          | 2.380         |
| Castil de Vela                 | 103           |
| Castrejón de la Peña           | 598           |
| Castrillo de Don Juan          | 336           |
| Castrillo de Onielo            | 171           |
| Castrillo de Villavega         | 285           |
| Castromocho                    | 258           |
| Cervatos de la Cueza           | 363           |
| Cervera de Pisuerga            | 2.674         |
| Cevico de la Torre             | 632           |
| Cevico Navero                  | 254           |
| Cisneros                       | 574           |
| Cobos de Cerrato               | 234           |
| Collazos de Boedo              | 154           |
| Congosto de Valdavia           | 270           |
| Cordovilla la Real             | 123           |
| Cubillas de Cerrato            | 83            |
| Dehesa de Montejo              | 215           |
| Dehesa de Romanos              | 46            |
| Dueñas                         | 2.985         |
| Espinosa de Cerrato            | 258           |
| Espinosa de Villagonzalo       | 244           |
| Frechilla                      | 254           |
| Fresno del Río                 | 193           |
| Frómista                       | 936           |
| Fuentes de Nava                | 804           |
| Fuentes de Valdepero           | 244           |
| Grijota                        | 922           |
| Guardo                         | 8.337         |
| Guaza de Campos                | 71            |
| Hérmedes de Cerrato            | 129           |
| Herrera de Pisuerga            | 2.531         |
| Herrera de Valdecañas          | 196           |
| Hontoria de Cerrato            | 120           |
| Hornillos de Cerrato           | 118           |
| Husillos                       | 230           |
| Itero de la Vega               | 231           |
| Lagartos                       | 170           |
| Lantadilla                     | 486           |
| Ledigos                        | 103           |
| Loma de Ucieza                 | 316           |
| Lomas                          | 57            |
| Magaz de Pisuerga              | 735           |
| Manquillos                     | 68            |
| Mantinos                       | 179           |
| Marcilla de Campos             | 66            |
| Mazariegos                     | 273           |
| Mazuecos de Valdeginate        | 127           |
| Melgar de Yuso                 | 369           |
| Meneses de Campos              | 146           |
| Micieces de Ojeda              | 106           |
| Monzón de Campos               | 722           |
| Moratinos                      | 78            |
| Mudá                           | 116           |
| Nogal de las Huertas           | 66            |
| Olea de Boedo                  | 45            |
| Olmos de Ojeda                 | 318           |
| Osornillo                      | 93            |
| Osorno la Mayor                | 1.637         |
| Palencia                       | 80.801        |
| Palenzuela                     | 300           |
| Páramo de Boedo                | 107           |
| Paredes de Nava                | 2.366         |
| Payo de Ojeda                  | 95            |
| Pedraza de Campos              | 122           |
| Pedrosa de la Vega             | 375           |
| Perales                        | 105           |
| La Pernía                      | 474           |
| Pino del Río                   | 278           |
| Piña de Campos                 | 276           |
| Población de Arroyo            | 92            |
| Población de Campos            | 188           |
| Población de Cerrato           | 127           |
| Polentinos                     | 86            |
| Pomar de Valdivia              | 538           |
| Poza de la Vega                | 280           |
| Pozo de Urama                  | 42            |
| Prádanos de Ojeda              | 237           |
| La Puebla de Valdavia          | 152           |
| Quintana del Puente            | 259           |
| Quintanilla de Onsoña          | 227           |
| Reinoso de Cerrato             | 85            |
| Renedo de la Vega              | 250           |
| Requena de Campos              | 53            |
| Respenda de la Peña            | 247           |
| Revenga de Campos              | 189           |
| Revilla de Collazos            | 83            |
| Ribas de Campos                | 209           |
| Riberos de la Cueza            | 84            |
| Saldaña                        | 3.215         |
| Salinas de Pisuerga            | 259           |
| San Cebrián de Campos          | 518           |
| San Cebrián de Mudá            | 194           |
| San Cristóbal de Boedo         | 43            |
| San Mamés de Campos            | 96            |
| San Román de la Cuba           | 110           |
| Santa Cecilia del Alcor        | 160           |
| Santa Cruz de Boedo            | 65            |
| Santervás de la Vega           | 526           |
| Santibáñez de Ecla             | 97            |
| Santibáñez de la Peña          | 1.471         |
| Santoyo                        | 285           |
| La Serna                       | 127           |
| Soto de Cerrato                | 223           |
| Sotobañado y Priorato          | 181           |
| Tabanera de Cerrato            | 165           |
| Tabanera de Valdavia           | 52            |
| Támara de Campos               | 94            |
| Tariego de Cerrato             | 572           |
| Torquemada                     | 1.142         |
| Torremormojón                  | 82            |
| Triollo                        | 91            |
| Valbuena de Pisuerga           | 71            |
| Valdeolmillos                  | 82            |
| Valderrábano                   | 76            |
| Valde-Ucieza                   | 122           |
| Valle de Cerrato               | 119           |
| Valle del Retortillo           | 204           |
| Velilla del Río Carrión        | 1.717         |
| Venta de Baños                 | 6.024         |
| Vertavillo                     | 217           |
| La Vid de Ojeda                | 137           |
| Villabasta de Valdavia         | 40            |
| Villacidaler                   | 70            |
| Villaconancio                  | 88            |
| Villada                        | 1.268         |
| Villaeles de Valdavia          | 85            |
| Villahán                       | 135           |
| Villaherreros                  | 256           |
| Villalaco                      | 75            |
| Villalba de Guardo             | 242           |
| Villalcázar de Sirga           | 235           |
| Villalcón                      | 81            |
| Villalobón                     | 431           |
| Villaluenga de la Vega         | 673           |
| Villamartín de Campos          | 148           |
| Villamediana                   | 233           |
| Villameriel                    | 148           |
| Villamoronta                   | 315           |
| Villamuera de la Cueza         | 62            |
| Villamuriel de Cerrato         | 5.070         |
| Villanueva del Rebollar        | 96            |
| Villanuño de Valdavia          | 128           |
| Villaprovedo                   | 93            |
| Villarmentero de Campos        | 14            |
| Villarrabé                     | 259           |
| Villarramiel                   | 1.042         |
| Villasarracino                 | 250           |
| Villasila de Valdavia          | 97            |
| Villaturde                     | 242           |
| Villaumbrales                  | 864           |
| Villaviudas                    | 458           |
| Villerías de Campos            | 126           |
| Villodre                       | 42            |
| Villodrigo                     | 115           |
| Villoldo                       | 479           |
| Villota del Páramo             | 433           |
| Villovieco                     | 113           |